# Beata Persdotter
Beata Persdotter (på finska Beata Pietarintytär eller Beata Pitarintytär) var bland de sista att dömas för häxeri i Finland.
Beata Persdotter var dotter till en borgare i Pedersöre i Österbotten. Hon var gift först med en båtsman som blev handelsman, och efter hans död med en skomakare. Vid tiden för processen mot henne var hon bosatt i Jakobstad, där hon kallades för ”Rijfs-finskan” (hon uppges ha varit finskspråkig, och Jakobstad var då en till stor del svenskspråkig stad). 
Österbotten var en trakt med särskilt många häxprocesser, där häxprocesserna i Österbotten hade pågått mellan 1674 och 1678, bara några år innan. Beata Persdotter ställdes år 1689 inför rätta i Jakobstad anklagad för illasinnat trolleri. Hon anklagades för att ha förorsakat sjukdom hos ett stort antal personer, samt fått en ung man att stjäla, med hjälp av trolldom. Hon nekade till anklagelserna. Tjugo vittnen trädde fram mot henne i domstolen, och "hela staden visade sin fruktan för henne". Hon förhördes, även av prästen, men erkände ingenting. Hon uppgav dock att hon hade hört att Halta Margeta däremot var en häxa.  
Domstolen gav order om att hon skulle genomgå en kroppsundersökning av en kvinna i ett försök att finna något fysiskt tecken på häxeri eller magiska redskap gömda i hennes kläder. Kvinnan hittade "en stor påse" på hennes kropp. Detta identifierades som ett djävulsmärke och betraktades som ett bevis på häxeri. 
Beata dömdes som skyldig till anklagelserna. Domen blev dödsstraff. Straffet omvandlades till fängelse av Åbo Hovrätt. Hovrätten benådade henne 1701, och hon frigavs. Beata Persdotter har utpekats som den sista person som dömdes för häxeri i Finland, och den sista som dömdes till döden för häxeri i Finland.